# Hannele Yki-Järvinen
Hannele Yki-Järvinen, född 25 februari 1956 i Helsingfors, är en finländsk läkare.
Yki-Järvinen, som blev medicine och kirurgie doktor 1984, är specialist i invärtes medicin och endokrinologi samt blev 1986 docent i experimentell invärtes medicin och 1993 i invärtes medicin vid Helsingfors universitet. Under åren 1994–2000 var hon professor vid University of Texas samt 1995–2000 och 2000–05 forskarprofessor vid Finlands Akademi. År 1997 blev hon ordinarie professor i invärtes medicin vid Helsingfors universitet, 2000 överläkare vid diabeteskliniken vid Helsingfors universitetscentralsjukhus och 2002 nordisk professor vid Karolinska institutet. År 2001 utnämndes hon till ledamot av Finska Vetenskapsakademien.
Yki-Järvinen är en framstående diabetesforskare och har gjort flera internationellt betydande upptäckter. Hon har tilldelats bland annat Duodecims pris för unga forskare 1989, Minkowskipriset 1993 och Anders Jahres pris för unga forskare 1996.